# Liste der denkmalgeschützten Objekte in Švihov u Klatov
Grundlage dieser Liste der denkmalgeschützten Objekte in Švihov u Klatov ist die ÚSKP-Liste (Ústřední seznam kulturních památek České republiky, deutsch Zentrale Liste der Kulturdenkmäler der Tschechischen Republik), die von der tschechischen Denkmalschutzbehörde NPÚ (Národní památkový ústav, deutsch Nationale Denkmalbehörde) seit 1987 geführt wird und an die seit dem Jahr 1850 geschaffenen Listen anschließt.

## Denkmalgeschützte Objekte nach Ortsteilen

### Švihov
| Lage                                                    | Objekt                                                  | Beschreibung | ÚSKP-Nr.                  | Bild                                                    |
| ------------------------------------------------------- | ------------------------------------------------------- | --- | ------------------------- | ------------------------------------------------------- |
| Švihov, náměstí Dr. E. Beneše 38 (Standort)             | Rathaus                                                 | Eingeschossiges Gebäude mit einer eklektischen Fassade mit neugotischen Elementen, einem prismatischen Turm mit Zinnen über der Eingangsfassade. Ein Beispiel für städtische neugotische Architektur aus dem dritten Viertel des 19. Jahrhunderts, die in der Gegend ziemlich untypisch ist.                 | 30599/4-3428 Info Katalog | weitere Bilder                                          |
| Švihov, an der Brücke am Rand der Ortschaft (Standort)  | Statue des heiligen Johannes von Nepomuk                | Statue des Heiligen mit einem klassizistischen ikonografischen Konzept. Die Statue steht auf einem profilierten massiven Sockel auf der Brücke, datiert 1814. Hochwertiger Beweis für das Überleben der älteren Tradition zu Beginn des 19. Jahrhunderts.                                                    | 11981/4-4755 Info Katalog | weitere Bilder                                          |
| Švihov (Standort)                                       | Kirche St. Ägidius                                      | Ursprünglich eine romanische Kirche aus der Zeit um die Wende vom 12. zum 13. Jahrhundert mit einer zusätzlichen südlichen Erweiterung aus der Zeit um 1225. | 13934/4-3424 Info Katalog | weitere Bilder                                          |
| Švihov, Komenského (Standort)                           | Kirche St. Wenzel                                       | Ursprünglich eine gotische einschiffige Kirche mit einem fünfeckigen Presbyterium, angrenzender Sakristei und einem prismatischen Turm in der Westfassade. Auf der Nordseite des Kirchenschiffs befindet sich ein spitzes gotisches Portal. Barockisiert wahrscheinlich von Franz Maximilian Kaňka, 1744–47. | 14894/4-3425 Info Katalog | weitere Bilder                                          |
| Švihov, östlich der Hauptstraße nach Klatovy (Standort) | Alter jüdischer Friedhof                                | Der alte jüdische Friedhof wurde 1644 gegründet, mehrfach vergrößert und durch eine steinerne Umfassungsmauer begrenzt. Eine sehr wertvolle Sammlung von ungefähr 300 Grabsteinen aus Renaissance, Barock und Klassizismus, in vielen Fällen mit einer repräsentativen Dekoration.                           | 19144/4-3430 Info Katalog | weitere Bilder                                          |
| Švihov, Švihov (Standort)                               | Schloss Švihov                                          | Eine außergewöhnlich gut erhaltene Art von Wasserburg mit massiven Befestigungen aus dem 16. Jahrhundert, in der die technischen und Befestigungselemente des 16. Jahrhunderts schrittweise verwendet wurden. Eine der zuletzt errichteten Burgen in Böhmen.                                                 | 17185/4-3423 Info Katalog | weitere Bilder                                          |
| Švihov, náměstí Dr. E. Beneše (Standort)                | Denkmal für die Gefallenen I. und II. Zweiter Weltkrieg | Ein Denkmal für die Opfer des Ersten Weltkriegs von 1931, entworfen vom akademischen Bildhauer Vilém Glose. Ein Granitdenkmal mit den Namen der Gefallenen und eine Sandsteinstatue eines uniformierten Legionärs, ergänzt durch eine weitere Gedenktafel in der Nachkriegszeit.                             | 44233/4-4310 Info Katalog | Denkmal für die Gefallenen I. und II. Zweiter Weltkrieg |
| Švihov, Švihov 92 (Standort)                            | Pfarrhaus                                               | Barockes Pfarrhaus aus der Mitte des 18. Jahrhunderts mit Mansardendach, tonnengewölbtem Interieur und wertvollen handgefertigten Elementen, wahrscheinlich von Franz Maximilian Kaňka entworfen. | 44709/4-3427 Info Katalog | Pfarrhaus                                               |
| Švihov, Nádražní 18 (Standort)                          | Ehemalige Krankenhauskirche St. Johannes der Evangelist | Ehemalige Krankenhauskirche mit rechteckigem Kirchenschiff und schmalem dreiseitig geschlossenem Presbyterium. Ursprünglich eine gotische Kirche mit wertvollem Interieur aus dem 16. Jahrhundert (erhaltenes Rippengewölbe, Wandgemälde), 1788 aufgehoben und für Wohnzwecke angepasst.                     | 35603/4-3426 Info Katalog | weitere Bilder                                          |
| Švihov, náměstí T. G. Masaryka (Standort)               | Statue des heiligen Johannes von Nepomuk                | Auf einem prismatischen Sockel steht die Statue des Hl. Johannes von Nepomuk in Lebensgröße. Beispiel einer kleinen barocken Sakralarchitektur aus der zweiten Hälfte des 18. Jahrhunderts. | 37677/4-3431 Info Katalog | weitere Bilder                                          |

### Jíno
| Lage                     | Objekt        | Beschreibung | ÚSKP-Nr.                  | Bild |
| ------------------------ | ------------- | --- | ------------------------- | ---- |
| Jíno, Jíno 19 (Standort) | Gehöft Nr. 19 | Barock-klassizistisches Bauernhaus mit einem späten Empire-Tor. Der Wert des Komplexes litt unter der Modernisierung des Wohngebäudes und dem Abriss des Fachwerk-Barock-Getreidespeichers. | 32698/4-3018 Info Katalog | BW   |

### Kaliště
| Lage                                                             | Objekt                                             | Beschreibung | ÚSKP-Nr.                  | Bild |
| ---------------------------------------------------------------- | -------------------------------------------------- | --- | ------------------------- | ---- |
| Kaliště, nordwestlicher Teil des Waldes (Standort)               | Der Friedhof von Blahovka                          | Der weitläufige Friedhof zeigt zusammen mit anderen ähnlichen Orten die dichte Besiedlung der Region in mehreren prähistorischen Perioden. | 47237/4-3535 Info Katalog | BW   |
| Kaliště, ungefähr 0,6 km westnordwestlich von Kaliště (Standort) | Einfache nicht befestigte Wohnsiedlung Teplá Skála | Hügelsiedlung der Chamer Kultur in Westböhmen, wahrscheinlich mit Besiedlung in der frühen prähistorischen Zeit.                           | 47626/4-4229 Info Katalog | BW   |
| Kaliště, ungefähr 0,1 km südwestlich von Kaliště (Standort)      | nicht befestigte Wohnsiedlung Koubova skála        | Bergsiedlung der Chamer Kultur in Westböhmen.                                                                                              | 32143/4-3021 Info Katalog | BW   |
| Kaliště, Rudnický Wald, bei der Jagdhütte Bezděkov (Standort)    | Hügelgrab                                          | Zahlreiche Friedhofsgräber mit räumlicher Schichtung belegen die Nutzung desselben Bestattungsortes in mehreren prähistorischen Perioden.  | 29313/4-2749 Info Katalog | BW   |

### Kamýk
| Lage                       | Objekt      | Beschreibung | ÚSKP-Nr.                  | Bild |
| -------------------------- | ----------- | --- | ------------------------- | ---- |
| Kamýk, Kamýk 11 (Standort) | Haus Nr. 11 | Fachwerkhaus im Erdgeschoss mit einer Veranda, die durch einen Dachüberhang geschützt ist. Die Balken haben gravierte Köpfe. Ein Beispiel für hochwertige Volksschreinerei aus dem frühen 19. Jahrhundert mit einer gut erhaltenen Datierung über dem Eingang. | 44199/4-3023 Info Katalog | BW   |

### Kokšín
| Lage                                                                                         | Objekt                  | Beschreibung | ÚSKP-Nr.                  | Bild                    |
| -------------------------------------------------------------------------------------------- | ----------------------- | --- | ------------------------- | ----------------------- |
| Kokšín, bei Nr. 20 (Standort)                                                                | Getreidespeicher Nr. 20 | Fachwerkhaus mit wertvollen barocken Eingangstüren. Ein Beispiel eines Volksbauernhauses aus dem Ende des 18. Jahrhunderts. | 15416/4-3054 Info Katalog | Getreidespeicher Nr. 20 |
| Kokšín, auf dem Hügel in der Nähe des Flusses Úhlava, westnordwestlich von Kokšín (Standort) | Burg Kokšínský          | Überreste eines kleinen mittelalterlichen Herrenhauses, Befestigung durch Wassergraben, Wirtschaftsgebäude.                 | 15521/4-3055 Info Katalog | weitere Bilder          |
| Kokšín, bei Nr. 18 (Standort)                                                                | Getreidespeicher Nr. 18 | Getreidespeicher aus Backstein, datiert im Giebel auf 1896. Spätklassizistisches Gebäudes.                                  | 20241/4-3053 Info Katalog | Getreidespeicher Nr. 18 |
| Kokšín, bei Nr. 15 (Standort)                                                                | Getreidespeicher Nr. 15 | Getreidespeicher aus Backstein mit Tonnengewölbekeller aus dem Jahr 1894. Spätklassizistisches Bauernhaus.                  | 35924/4-3052 Info Katalog | Getreidespeicher Nr. 15 |

### Lhovice
| Lage                                                             | Objekt                                    | Beschreibung | ÚSKP-Nr.                  | Bild                                      |
| ---------------------------------------------------------------- | ----------------------------------------- | --- | ------------------------- | ----------------------------------------- |
| Lhovice, beim Dorfteich (Standort)                               | Kapelle des heiligen Johannes von Nepomuk | Zentrale Backsteinkapelle auf einem sechseckigen Grundriss mit einem Zeltdach mit Glockenturm und Zwiebelkuppel. Zeugnisse hochwertiger Dorfarchitektur aus der zweiten Hälfte des 18. Jahrhunderts.                  | 44891/4-3100 Info Katalog | Kapelle des heiligen Johannes von Nepomuk |
| Lhovice, auf dem Hügel, 2 km nordwestlich von Švihova (Standort) | Burg Tuhošť                               | Eine der befestigten spätbronzezeitlichen Siedlungen in Westböhmen, dokumentiert zusammen mit Spuren zeitgenössischer Siedlungen die damalige Besiedlung des Gebietes Švihov.                                         | 37401/4-3104 Info Katalog | BW                                        |
| Lhovice, Lhovice 15 (Standort)                                   | Gehöft Nr. 15                             | Wirtschaftsgebäude, Getreidespeicher, Ställe mit Schuppen und Scheune am Ende des Hofes, Backstein-Volksarchitektur des frühen 19. Jahrhunderts. Das Wohngebäude wurde modernisiert und der Denkmalschutz aufgehoben. | 18338/4-3102 Info Katalog | Gehöft Nr. 15                             |

### Těšnice
| Lage                                       | Objekt    | Beschreibung | ÚSKP-Nr.                  | Bild |
| ------------------------------------------ | --------- | --- | ------------------------- | ---- |
| Těšnice, Waldweg Otín – Těšnice (Standort) | Hügelgrab | Bestattung aus der mittleren Bronzezeit, Zeugnisse der damals in der Region weit verbreiteten Bestattungspraktiken. | 26655/4-3774 Info Katalog | BW   |

### Vosí
| Lage                       | Objekt        | Beschreibung | ÚSKP-Nr.                  | Bild          |
| -------------------------- | ------------- | --- | ------------------------- | ------------- |
| Vosí, bei Nr. 4 (Standort) | Scheune Nr. 4 | Holzscheune aus der Mitte des 19. Jahrhunderts. Eines der wenigen erhaltenen Dokumente über die Erweiterung des Holzbaus in Wirtschaftsgebäuden an der Grenze zwischen Südpilsen und Klatovy. | 37634/4-3538 Info Katalog | Scheune Nr. 4 |